# Kintetsu série 8A
La série 8A (8A系, 8A-kei) est un type de rame automotrice électrique exploité par la compagnie Kintetsu au Japon.

## Description
Chaque rame est composée de 4 voitures fabriquées par Kinki Sharyo. Le design extérieur est réalisé par GK Design Group et Yasuyuki Kawanishi s'est occupé de l'aménagement intérieur.
L'espace voyageurs se compose principalement de banquettes qui peuvent être tournées en position longitudinale ou transversales suvant le type de service. Des sièges prioritaires et des espaces réservés aux usagers en fauteuil roulant sont situés à chaque extrémité des voitures. De plus, deux espaces de confort "Yasashiba" par voitures sont disponibles pour les voyageurs avec des poussettes ou de gros bagages.

## Histoire
Les premières rames de la série 8A ont été introduites le 7 octobre 2024.
La série a remporté un Laurel Prize en 2025.

## Services
Les rames circulent sur les lignes Nara, Kyoto, Kashihara et Tenri sur des services variés. A l'avenir des variantes de la série 8A seront déployées sur les lignes Osaka, Nagoya et Minami Osaka.

## Galerie photos

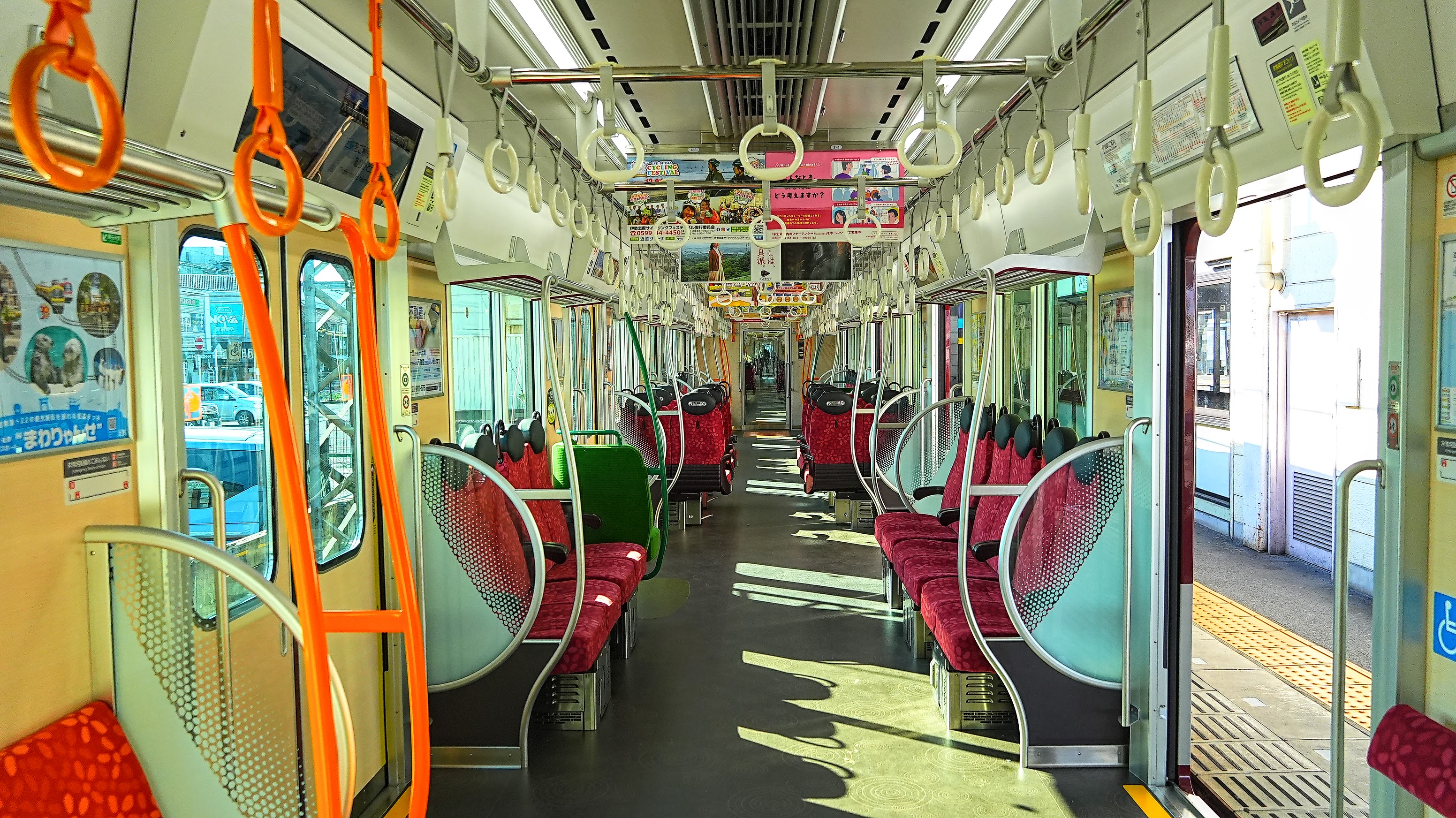
Espace voyageurs.
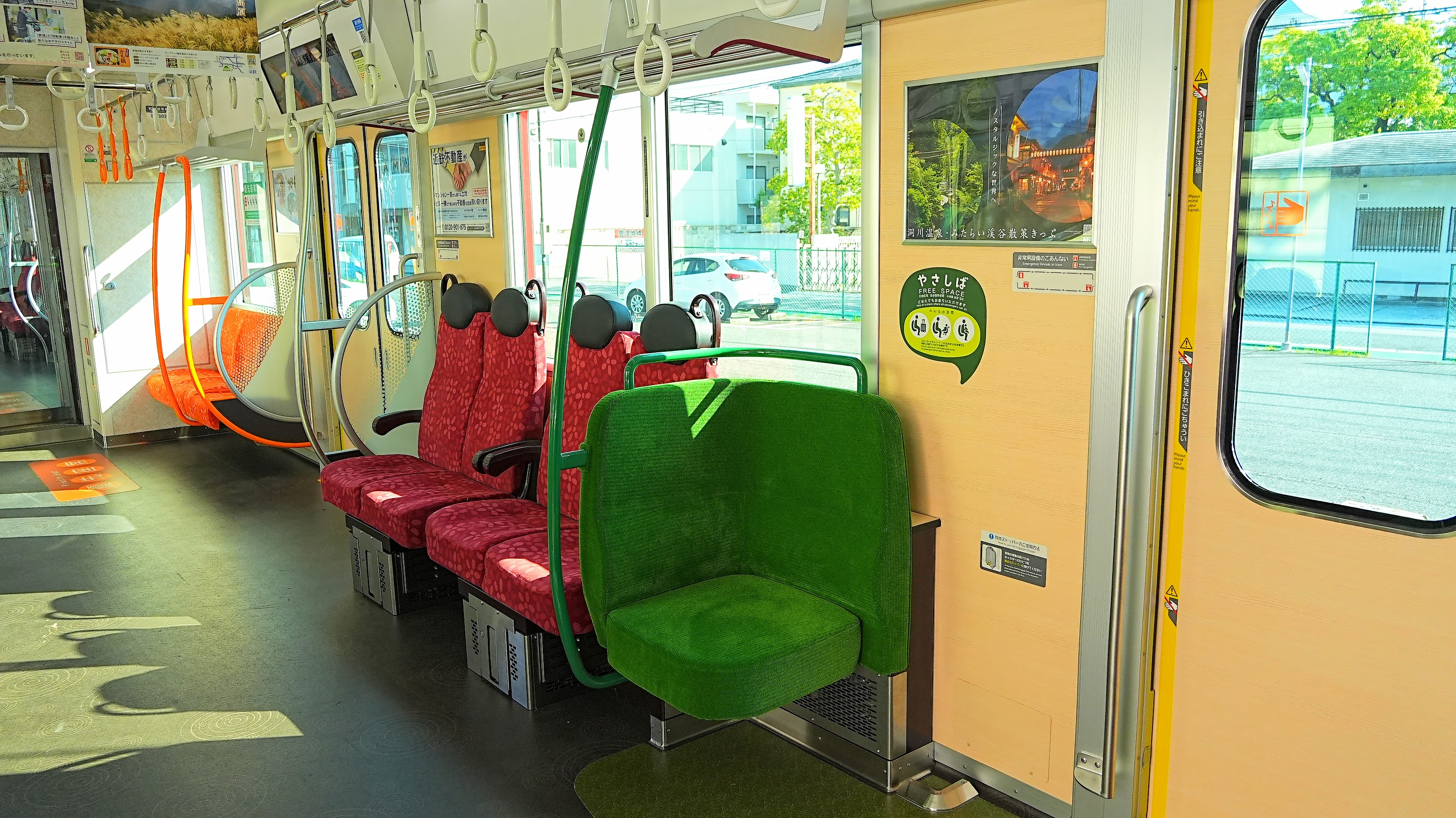
Espace de confort "Yasashiba".
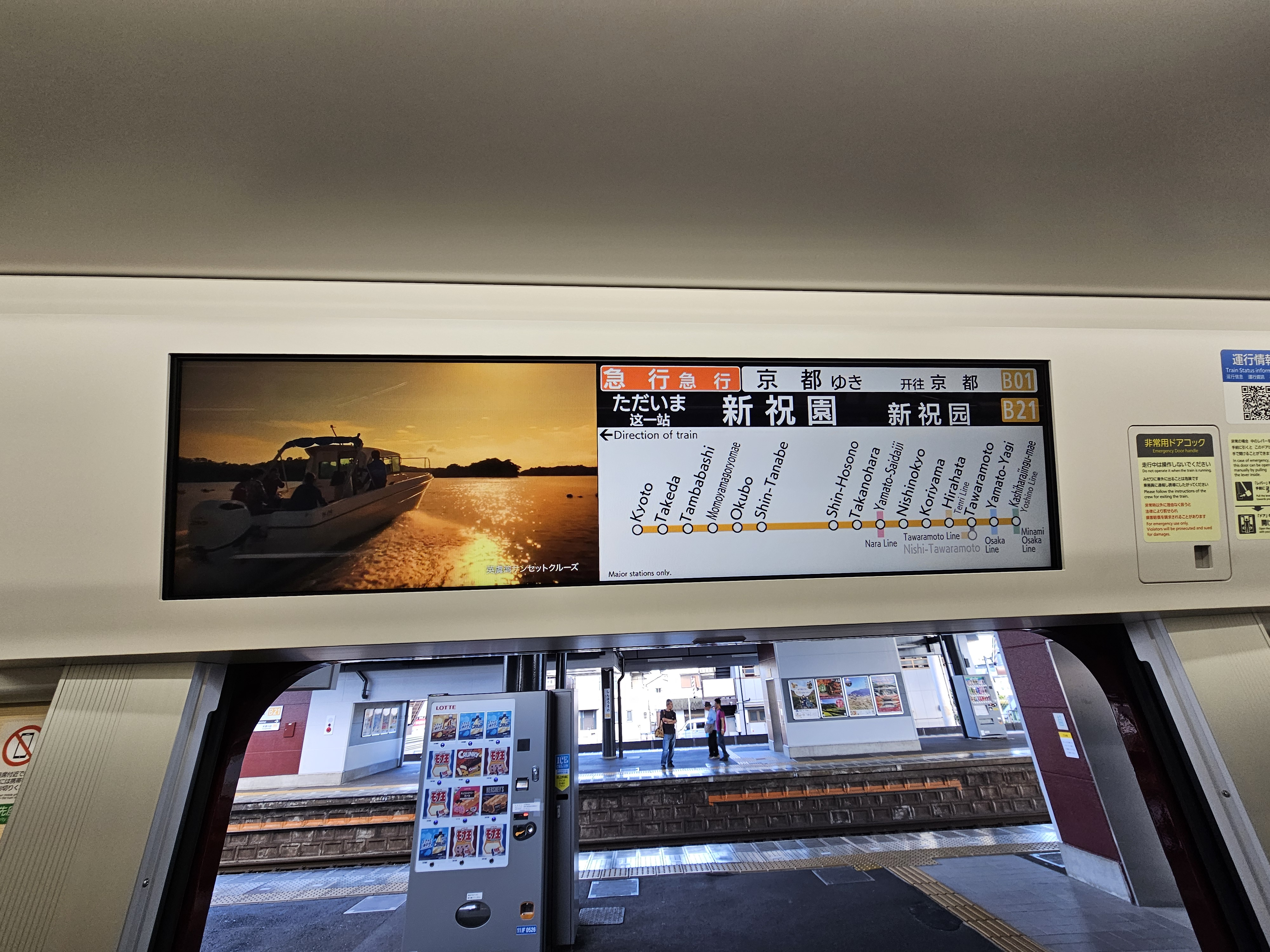
Information voyageurs.